# Paul Klee
assinatura
Paul Klee (Münchenbuchsee, 18 de dezembro de 1879 — Muralto, 29 de junho de 1940) foi um pintor, desenhista, poeta e professor que nasceu e cresceu na Suíça mas de nacionalidade alemã. Seu estilo altamente individual foi influenciado por movimentos artísticos que incluíam expressionismo, cubismo e surrealismo. Klee era um desenhista nato que experimentou e acabou explorando profundamente a teoria das cores, escrevendo extensivamente sobre ela, além de deixar importantes reflexões sobre o processo criativo e a teoria do abstracionismo, do qual foi um dos pioneiros. Foi um dos principais mestres ativos na Bauhaus. Deixou cerca de 10 mil obras e é considerado um dos mais destacados artistas do modernismo.

## Primeiros anos e treinamento
Klee nasceu em Münchenbuchsee (próximo a Berna), Suíça, em uma família musical. Seu pai, o alemão Hans Klee (1849-1940), nasceu em Thann, na Alemanha, e estudou piano, violino e canto em Stuttgart. Ali encontrou Ida Frick, de Basileia, que estudava canto. Casaram em 1875, e depois se mudaram para a Suíça. Hans lecionou música até 1931 no Seminário Estatal de Hofwil. O casal teve dois filhos: Mathilde, nascida em 1876, e Paul, nascido em 1879.
Klee se apresentou na arte e na cultura muito cedo. Aos sete anos começou a aprender violino, tornando-se proficiente aos onze, quando ingressou numa orquestra que dava concertos na Sociedade de Música de Berna. O interesse pela música o acompanharia por toda a vida. Também precoce foi sua introdução nas artes visuais, desenhando desde a infância, mas ao contrário da música, este talento não foi encorajado pelos pais, que desejavam ver o filho um músico profissional. Contudo, na música Klee foi um conservador, considerava que este campo estava em declínio, preferia a música dos séculos XVIII e XIX e a produzida pela vanguarda do seu tempo não o atraía. Já como um artista visual, ele se deu liberdade para explorar ideias e estilos radicalmente inovadores. Além disso, ele se interessava profundamente pela literatura, e por muitos anos acalentou um desejo de ser poeta, que só seria abandonado em 1902, quando conscientizou-se que tinha mais talento com as artes visuais, embora continuasse escrevendo poesia intermitentemente até o fim da vida. Estava amplamente informado sobre as novas tendências, mas seu estilo poético era em geral mais conservador.

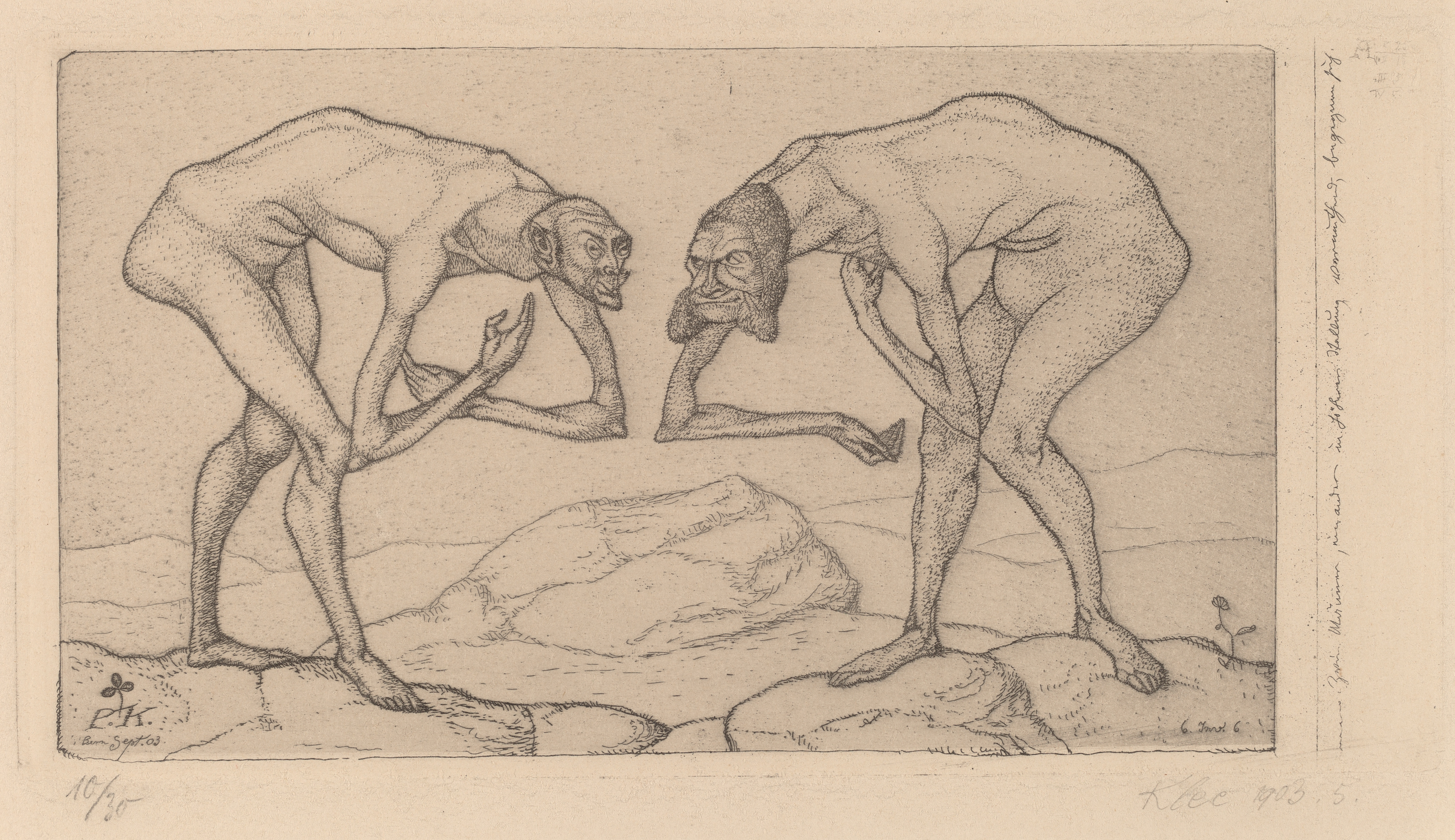
Dois homens se encontram, cada um pensando que o outro tem posição superior. Gravura, 1903.

Durante seus anos na escola, cobria seus cadernos e livros com desenhos, especialmente caricaturas. Fez seus exames finais em 1888, e em seguida partiu para Munique, onde pretendia ser admitido na Academia de Belas Artes, mas foi recusado, sendo aconselhado a tomar aulas preparatórias com Heinrich Knirr. A partir de 1899 teve aulas de gravura com Walter Ziegler. Em fevereiro de 1900 mudou-se para seu próprio estúdio e em 11 de outubro de 1900 começou aulas de pintura com Franz von Stuck na Academia de Belas Artes, mas não apreciava o método de ensino e abandonou o curso em 1901.
Munique era uma dinâmica metrópole e sua estadia ali lhe proporcionou não apenas preparo em arte, mas também experiências importantes em ópera, literatura e teatro, o início de sua vida sexual, e o convívio com um grupo de estudantes que eram dados à vida boêmia e à prática de música. Através deste grupo Klee conheceu uma modelo com quem teve um filho em 1900, que viveu poucas semanas, e conheceu também Lily Stumpf, com quem casaria em 1906. Lily era filha de um médico e fez carreira inicialmente como pianista, mas logo a abandonou para dedicar-se à docência. Com ela Klee teve seu único filho, Felix, nascido em 1907. O diário que manteve até 1918 é uma rica fonte para o conhecimento de sua vida e suas ideias em seu primeiro período.

## Início de carreira

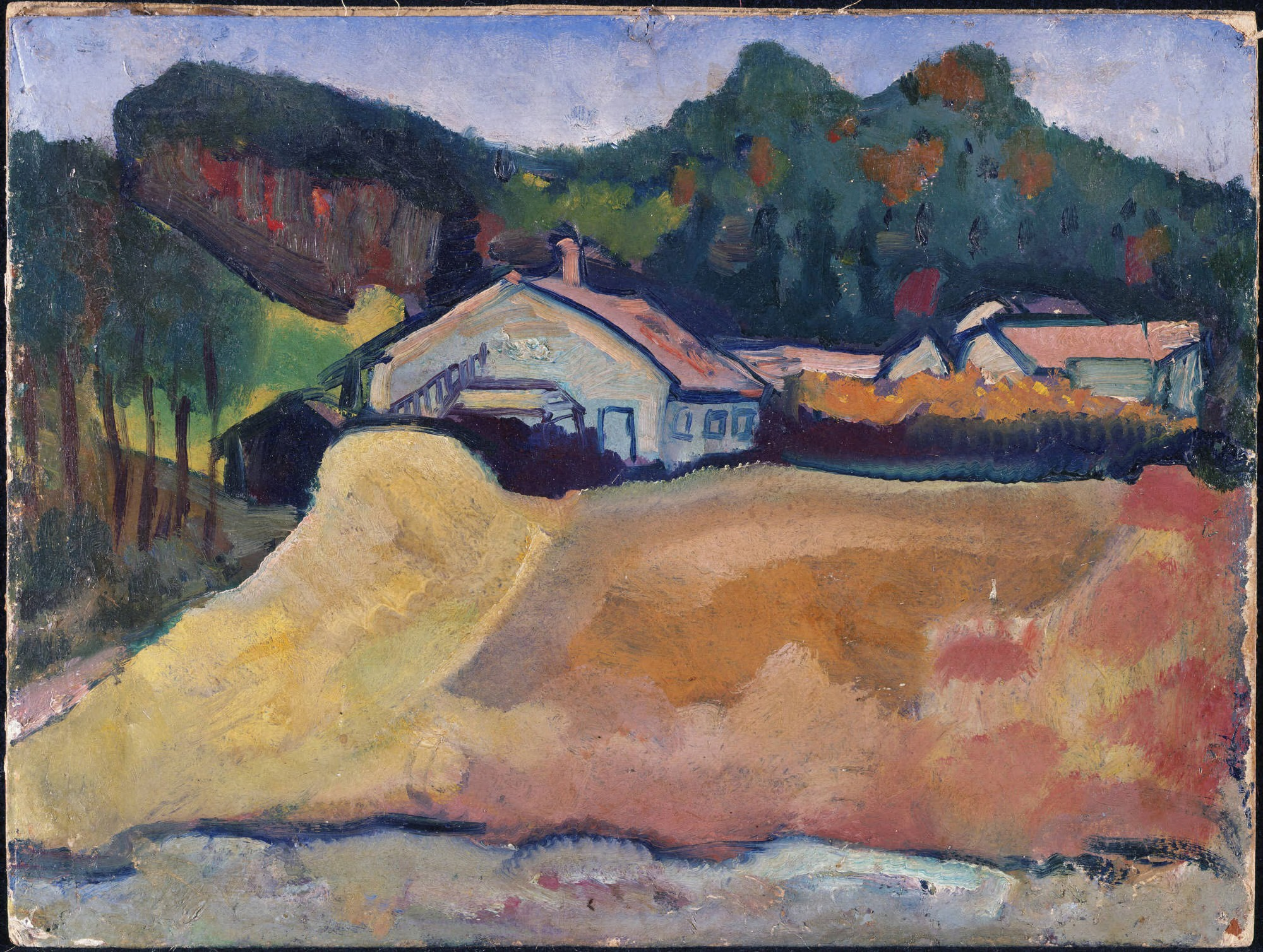
Paisagem, 1905

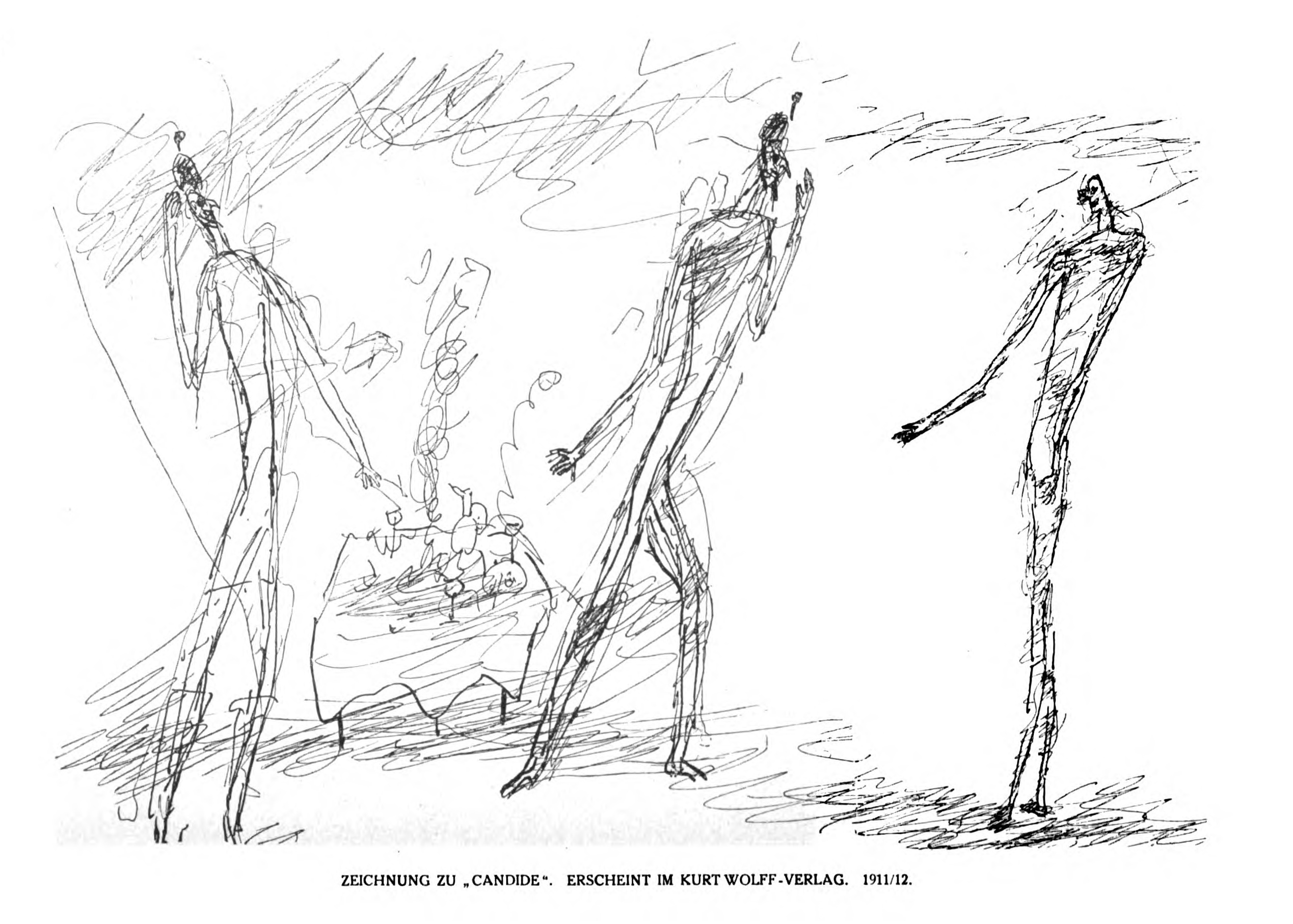
Ilustração para Cândido de Voltaire, 1911.

Após receber a formação básica em Belas Artes, Klee permaneceu na Itália por vários meses entre 1901 e 1902 com seu amigo Hermann Haller. Eles visitaram Milão, Gênova, Livorno, Pisa, Roma, Porto d'Anzio, Nápoles, Pompeia, Sorrento, Positano, Amalfi, Gargano e Florença, e estudaram os mestres da pintura dos séculos passados, o que foi uma experiência importante para seu enriquecimento cultural e artístico.
Ao voltar da Itália, viveu com seus pais em Berna, fazendo ocasionalmente outros cursos de arte em Munique, e ganhando algum dinheiro como violinista e revisor de partituras na Sociedade de Música de Berna. Em meados de 1905 viajou a Paris com seus amigos de infância, o artista Louis Moilliet e o escritor Ernst Bloesch, onde estudou arte antiga no Louvre e na galeria do Palácio de Luxemburgo, e enquanto isso entrava em contato com o impressionismo. Em 1906 visitou a exposição Um Século de Arte Alemã em Berlim e finalmente mudou-se para Munique em setembro do mesmo ano, onde em 15 de setembro se casou com Lily Stumpf. Em maio de 1908 Klee tornou-se membro da associação de artistas gráficos suíços Die Walze e no mesmo ano participou com três obras na exposição da Secessão de Munique, com seis obras na mostra da Secessão de Berlim, e na exposição no Palácio de Vidro de Munique.
Neste período ele desenvolveu algumas técnicas experimentais, o que resultou em 67 obras incluindo o Retrato de Meu Pai (1906). Ele também completou um ciclo de 11 gravuras em placas de zinco, as Invenções – suas primeiras obras a serem exibidas, nas quais ele ilustrava várias criaturas grotescas. Klee ainda estava dividindo seu tempo com a música, tocando violino em uma orquestra, e escrevendo análises de concertos e peças de teatro.
Ele e Lily viveram em um subúrbio de Munique, e, enquanto a mulher o sustentava dando aulas de piano e fazendo ocasionais apresentações, ele se dedicava a seu trabalho artístico e à criação do filho, que ficava principalmente por sua conta. Klee tentou, sem sucesso, ser um ilustrador em uma revista. O trabalho artístico de Klee progrediu lentamente pelos próximos cinco anos, parcialmente por ele dividir seu tempo com questões domésticas, e também porque ele ainda não havia encontrado seu caminho na pintura. Nesta época suas obras frequentemente são tomadas por uma atmosfera infantil, o que pode refletir seu papel de protagonista na criação do seu filho. As temáticas, contudo, parecem ser secundárias, e seu principal interesse estava na pesquisa de forma e cor, tentando romper com o naturalismo. Conforme escreveu em seu diário, ele não estava interessado em representar a realidade externa.
Em 1910 organizou a primeira exibição individual em Berna. No ano seguinte, criou algumas ilustrações para uma edição de Cândido de Voltaire, a partir do estímulo de Alfred Kubin, destacado artista gráfico. Naquele ano conheceu Wassily Kandinsky, Franz Marc e outras figuras de vanguarda, associando-se ao grupo artístico conhecido como Der Blaue Reiter (O Cavaleiro Azul), que fizeram sua primeira exposição em 1911, mas Klee não participou dela.

Um motivo de Hamamet, 1914, têmpera.

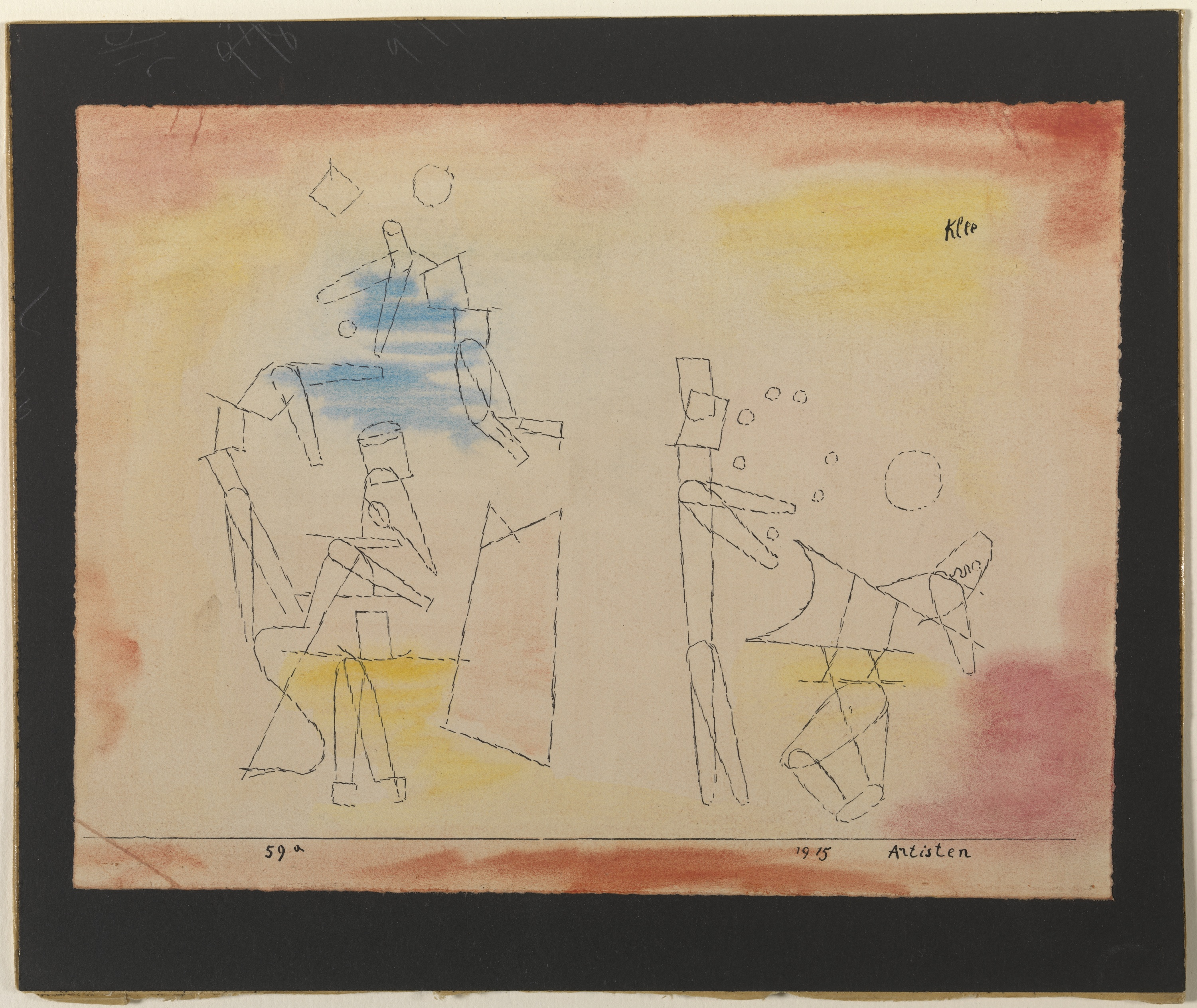
Acrobatas, 1915, aquarela.

Ao se encontrar com Kandinsky, Klee relembrou: “Eu tive uma profunda sensação de confiança nele. Ele é alguém, e tem uma mentalidade excepcionalmente bela e lúcida”. A associação abriu sua mente para as modernas teorias das cores. Suas viagens à Paris em 1912 também o expuseram ao cubismo e aos exemplos pioneiros da “pintura pura”, um antigo termo para se referir à arte abstrata. As cores fortes usadas por Robert Delaunay e Maurice De Vlaminck também o inspiraram. Ao invés de copiar estes artistas, Klee começou a trabalhar com seus próprios experimentos com cores em aquarelas pálidas e criou algumas paisagens primitivas, como In The Quarry (1913) e Houses Near The Gravel Pit (1913), usando blocos de cores com sobreposição limitada. Klee reconheceu que, para alcançar este “nobre e distante objetivo”, “tenho de fazer ainda um grande esforço neste campo das cores”.
Pouco depois se aproximou do grupo dadaísta de Zurique, onde atuavam Hans Arp, Tristan Tzara e outros, e faria algumas exposições com eles até a década de 1920, mas foi uma interação limitada. Em 1914 Klee teve uma experiência transformadora ao fazer uma breve visita à Tunísia com August Macke e Louis Moilliet, impressionando-se com a qualidade da luz de lá. Em seu diário registrou: "A cor tomou posse de mim; eu não mais tenho que persegui-la, pois sei que ela está presa a mim para sempre. A cor e eu somos um. Eu sou um pintor". Com esta percepção, a fidelidade à natureza perde sua importância. Ao invés, Klee começa a se arraigar no "romantismo da abstração". Klee consegue, com sucesso, incorporar uma nova qualidade cromática às suas obras, e um dos exemplos mais literais desta síntese é O Bávaro Don Giovanni (1919).
Ao retornar para casa, Klee pintou Vista de Kairouan (1914), largamente abstratizante, composta de retângulos coloridos e alguns círculos. O retângulo colorido passou a ser o seu bloco de construção básico, que alguns historiadores associam a uma nota musical, que Klee combinou com outros blocos coloridos para criar uma harmonia de cores análoga às composições musicais. A sua escolha de uma paleta de cores em particular emula uma chave musical. Às vezes, ele usava pares complementares de cores, e, em outras vezes, cores "dissonantes", novamente refletindo a sua conexão com a musicalidade.
Semanas mais tarde, tem início a Primeira Guerra Mundial. No começo, Klee se sentia dissociado dela, como ele, ironicamente, escreveu: "Por muito tempo eu tive esta guerra em mim. Por isso que, agora, ela não é mais do meu interesse". Logo, porém, ela começou a afetá-lo. Seus amigos Macke e Marc morreram em combate. Tentando liberar seu desespero, ele criou várias litografias com temas de guerra como Morte da Ideia (1915). Ele também continuou a criar obras abstratas e semi-abstratas. Em 1916, ele se juntou à guerra pela Alemanha, mas o seu pai o retirou da linha de frente, e ele terminou pintando camuflagens em aviões e trabalhando como escriturário. Por toda a guerra, ele continuou a pintar e conseguiu realizar várias mostras.
Em 1917, as obras de Klee começaram a vender bem e os críticos de arte começaram a aclamá-lo como o melhor entre os novos artistas alemães. Em Ab Ovo (1917), a sua técnica sofisticada é particularmente notável. Ele emprega aquarela em gaze e papel com chão de giz, produzindo uma rica textura de padrões triangulares, circulares e crescentes. Demonstrando sua dimensão de explorações, misturando cores e linhas, o seu Aviso dos navios (1918) é um desenho colorido preenchido de imagens simbólicas em um campo de coloração rebaixada.

## Maturidade

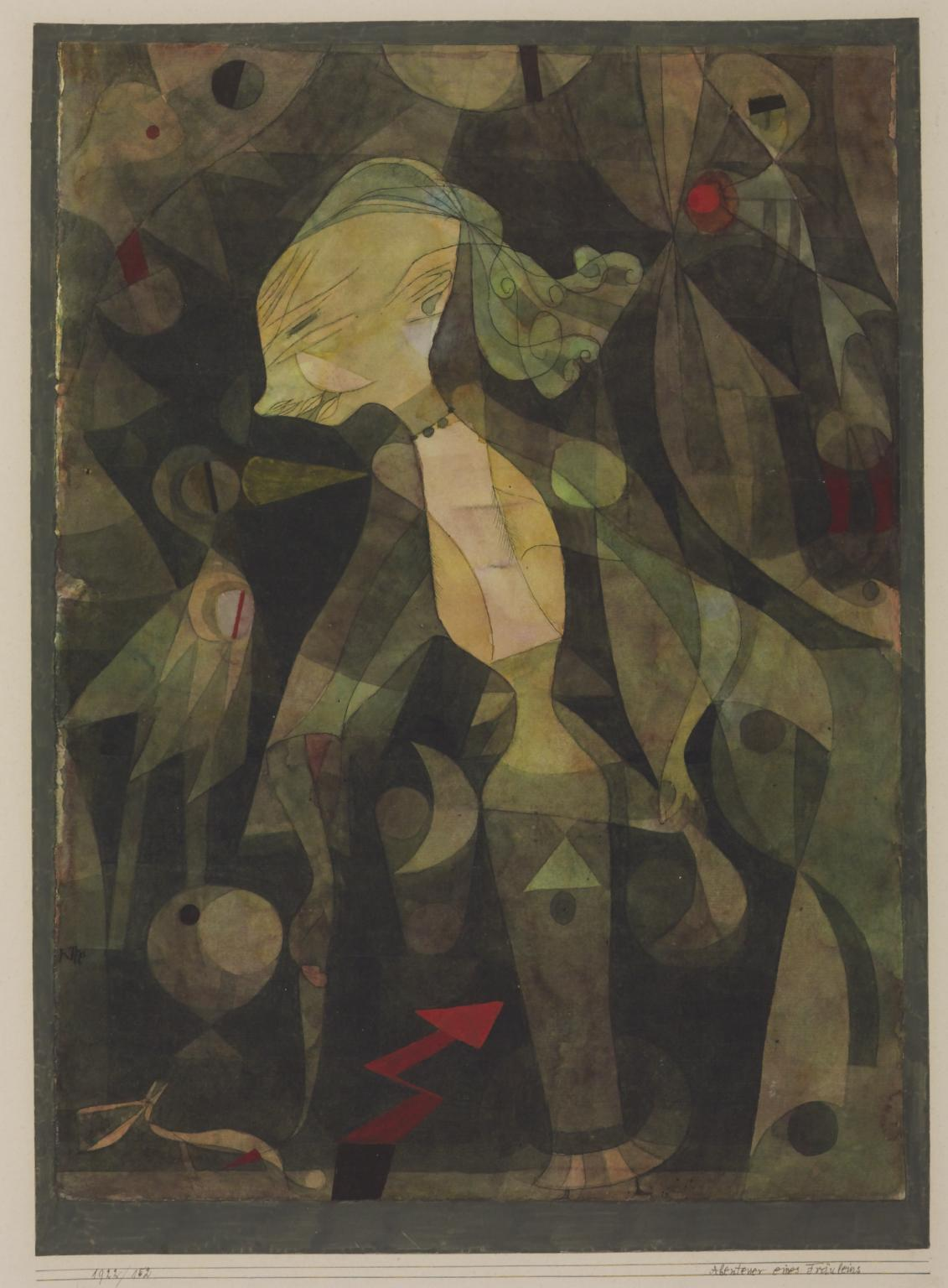
Aventuras de uma jovem, 1921.

Terror animal, 1927.

Ad Parnassum, têmpera, 1932.

Em 1920, Klee tentou uma vaga de instrutor na Academia de Arte de Düsseldorf. Ele não conseguiu, mas foi um grande avanço assegurar um contrato de três anos (com um recebimento mínimo anual) com o curador Hans Goltz, cuja influente galeria deu grande exposição a Klee, e, também, sucesso comercial. Uma retrospectiva de mais de 300 obras em 1920 também foi notável.
No mesmo ano publicou seu importante ensaio intitulado Arte Gráfica, mas mais conhecido como o Credo Criativo, onde antecipa ideias sobre o processo criativo e os fundamentos técnicos e estéticos da arte que exporia em detalhe nas aulas que ministrou na Bauhaus de janeiro de 1921 a abril de 1931, escola fundada com o objetivo de unir artes e ofícios. Entre as propostas mais notáveis do ensaio foi sua firme defesa do abstracionismo, numa época em que ainda era rejeitado pelo mercado de arte tradicional. Klee ganhou dois estúdios na Bauhaus. Em 1922 Kandinsky se juntou à equipe e restaurou a sua amizade com Klee. Mais tarde no mesmo ano, foi realizada a primeira mostra e festival da escola, para qual Klee criou vários materiais de divulgação. Dentro da Bauhaus ocorriam vários conflitos entre teorias e opiniões, conflitos estes muito bem-vindos por Klee: "Eu também aprovo estas competições de forças se o resultado for uma façanha".
Klee também era um membro do grupo Die Blaue Vier (Os Quatro Azuis), ao lado de Kandinsky, Feininger, e Jawlensky. Formado em 1923, eles palestravam e realizaram mostras juntos nos Estados Unidos, em 1925. Naquele mesmo ano, Klee fez a sua primeira mostra individual em Paris. Tornou-se um sucesso entre os surrealistas franceses, que apreciaram as qualidades poéticas de seus trabalhos, produziu material gráfico e enviou reproduções de suas obras para a revista La Révolution Surréaliste, e participou da primeira coletiva surrealista. Na mesma época entrou em contato com o grupo Der Sturm, onde militava Kurt Schwitters, que compartilhava seu gosto pela poesia, pela inserção de palavras e letras na obra plástica e pelo diálogo entre os dois campos artísticos. Klee foi muitas vezes citado nos artigos que Schwitters escreveu para a revista do grupo. Visitou o Egito em 1928, mas não se impressionou tanto quanto na viagem à Tunísia. Em 1929, foi publicada a primeira monografia sobre sua obra, escrita por Will Grohmann.
Quase que desde o começo, o movimento nazista denunciou a Bauhaus por sua "arte degenerada" e, em 1933, a Bauhaus foi finalmente fechada. Os migrantes, porém, conseguiram disseminar os conceitos da Bauhaus para outros países, incluindo a Nova Bauhaus em Chicago. Klee também deu aulas na Academia de Düsseldorf entre 1931 e 1933, e neste período foi citado em um jornal nazista. Sua casa foi vasculhada e ele foi demitido de seu emprego. O seu auto-retrato Riscado da Lista (1933) relembra a triste ocasião. Em 1933-1934 realizou exposições em Londres e em Paris, finalmente conhecendo Picasso, a quem tanto admirava. A família Klee seguiu para a Suíça no final de 1933.

Rosas heroicas, 1938, óleo.

Klee estava no auge de sua criatividade. Ad Parnassum (1932) é considerada como a sua obra-prima e o melhor exemplo de seu estilo pontilhista; ela é, também, uma de suas maiores e mais bem-acabadas pinturas. Ele produziu aproximadamente 500 obras em 1933, seu último ano na Alemanha. Porém, no mesmo ano Klee começou a sofrer sintomas do que foi diagnosticado após sua morte como esclerodermia. A progressão de sua doença fatal, que dificultava engolir, pode ser acompanhada através da arte que ele criou nos seus últimos anos. Seu nível de criação em 1936 era de apenas 25 pinturas.
No final da década de 1930, sua saúde recuperou significantemente e ele foi encorajado por uma visita de Kandinsky e Picasso. O estilo mais simplificado de Klee permitiu que ele aumentasse o nível de criação nos seus últimos anos, e, em 1939, criou mais de 1 200 obras. Então usava linhas mais pesadas e dava predominância às formas geométricas, com poucos, porém maiores blocos de cor. Suas variadas paletas de cores, algumas com cores brilhantes e outras sóbrias, talvez refletissem o seu humor alternando entre o otimismo e o pessimismo. Ao voltar à Alemanha em 1937, 17 das pinturas de Klee foram incluídas em uma exibição de arte degenerada e 102 de suas obras em coleções públicas foram apreendidas pelos nazistas.
Klee morreu em Muralto, Locarno, Suíça, em 1940, sem conseguir a cidadania suíça, mesmo tendo nascido naquele país. Seu trabalho artístico era considerado revolucionário demais, ou mesmo degenerado, pelas autoridades suíças, mas elas aceitaram sua solicitação seis dias após sua morte.

## Estilo e métodos

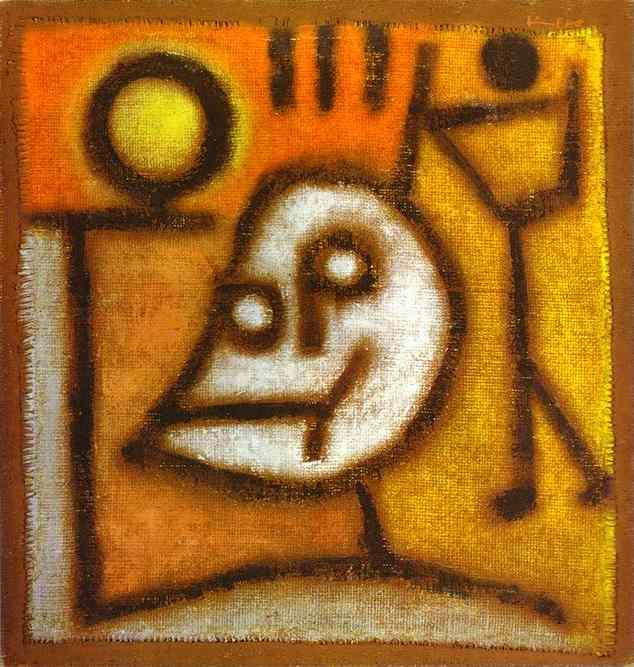
Morte e fogo, 1940, óleo.

Klee foi um dos mais versáteis artistas modernos. Foi associado ao expressionismo, cubismo, futurismo, surrealismo, e abstracionismo, fazendo experiências em quase todas as correntes da vanguarda, mas adaptou-as à sua própria linguagem. Suas imagens são difíceis de serem classificadas. Extraordinariamente inventivo em seus métodos e técnicas, Klee trabalhou com vários materiais diferentes – tinta a óleo, aquarela, tinta preta, rascunho e outros. Na maioria das vezes, ele combinava esses materiais em uma só obra. Como suporte usava tela, estopa, musselina, linho, gaze, papel-cartão, metal, tecido, papéis de parede, e papel-jornal. Klee fazia uso de pintura a esguicho (spray), recortes com facas, carimbos e verniz, e misturava, por exemplo, óleo com aquarela ou aquarela com caneta e tinta indiana.
Ele era um desenhista nato, e, através de seus extensivos experimentos, desenvolveu um domínio da cor e da tonalidade. A maioria de seus trabalhos combina estas habilidades. Ele usa uma grande variedade de paletas de cores, que seguem desde o quase monocromático até ao altamente policromático. Usa frequentemente formas geométricas, além de letras, números, e setas, e as combina com figuras de animais e de pessoas. Algumas obras eram completamente abstratas. Grande parte de suas obras e seus títulos refletem seu humor seco e seus ânimos variados; algumas expressam convicções políticas. Suas obras aludem, frequentemente, à poesia, à música e aos sonhos, e, às vezes, incluem palavras ou notações musicais. Suas últimas obras são distintas por símbolos "hieroglíficos". Rainer Maria Rilke escreveu sobre Klee em 1921: "Mesmo se você não tivesse me contado que ele toca violino, eu teria adivinhado isto em várias ocasiões em que seus desenhos eram transcrições da música".

## Legado

Flor de parede, 1926.

Klee deixou um legado composto de aproximadamente 10 000 obras de arte. Cerca de 6 mil peças e documentos foram adquiridos dois dias antes de sua morte pelos colecionadores Hans Meyer-Benteli e Hermann Rupf com a finalidade expressa de evitar a dispersão do seu legado. Com essa grande coleção, eles fundaram em 1946 a Sociedade Klee em Berna. Um ano depois Lily Klee criou a Fundação Paul Klee, dotando-a com cerca de 1.700 obras e documentos, sendo enriquecida com outros 1 500 itens em 1950. Este conjunto foi depositado no Museu de Arte de Berna. Com a volta de Felix Klee para Berna, iniciou uma batalha judicial entre ele e a Sociedade Klee pela posse do patrimônio do artista. Em 1952 chegou-se a um acordo dividindo-se o acervo entre o filho e a Sociedade. Em 2005 a Fundação Paul Klee deu lugar ao Centro Paul Klee. Hoje o Centro possui mais de 4 000 obras, reunindo o acervo da Fundação Paul Klee que esteve exposto no Museu de Arte de Berna, a coleção de Felix Klee e obras provenientes de outras coleções particulares. Outra coleção substancial era propriedade do dramaturgo Carl Djerassi, que a legou ao Museu de Arte Moderna de São Francisco.

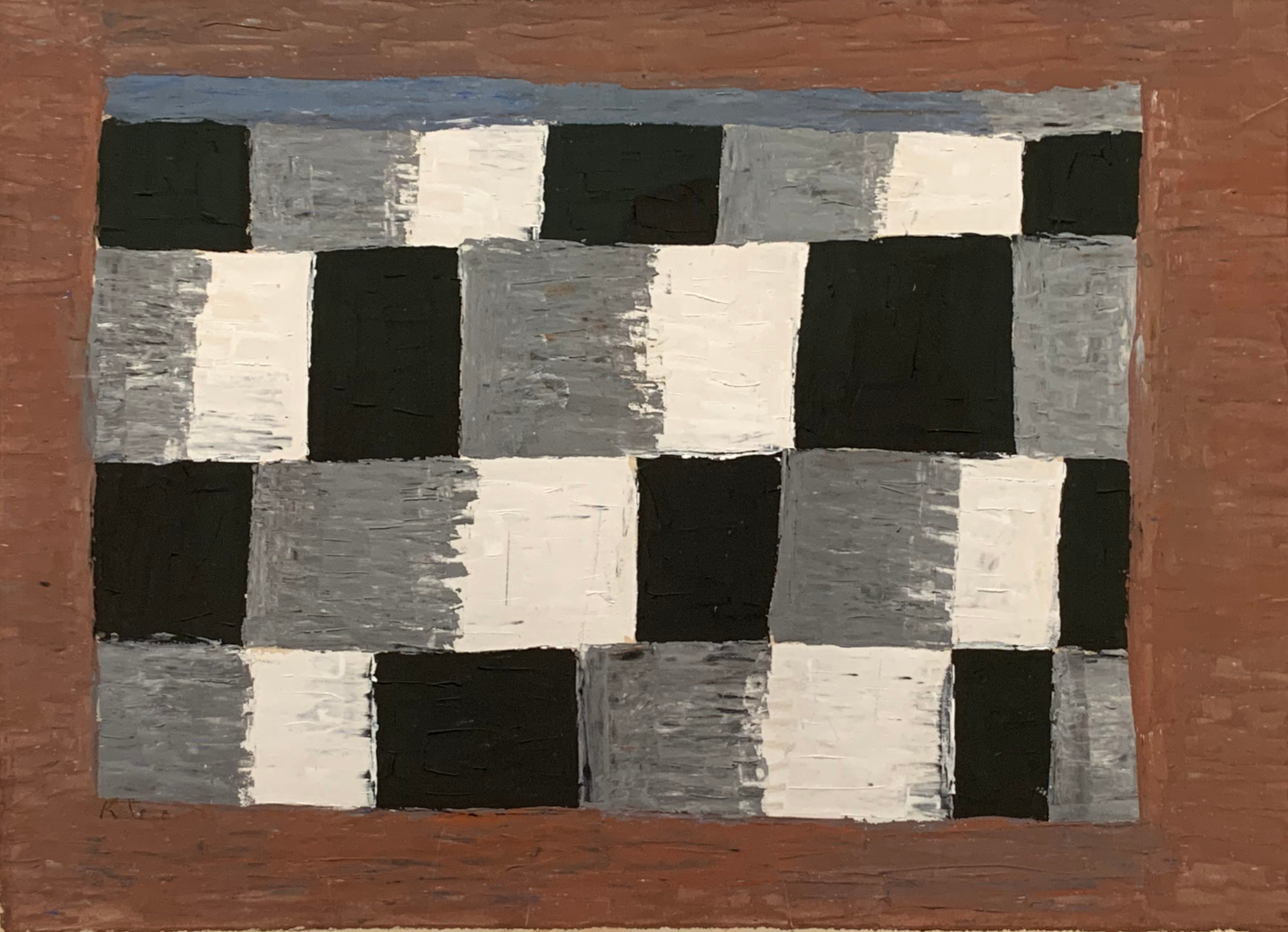
Quadrados em ritmo ternário, 1930.

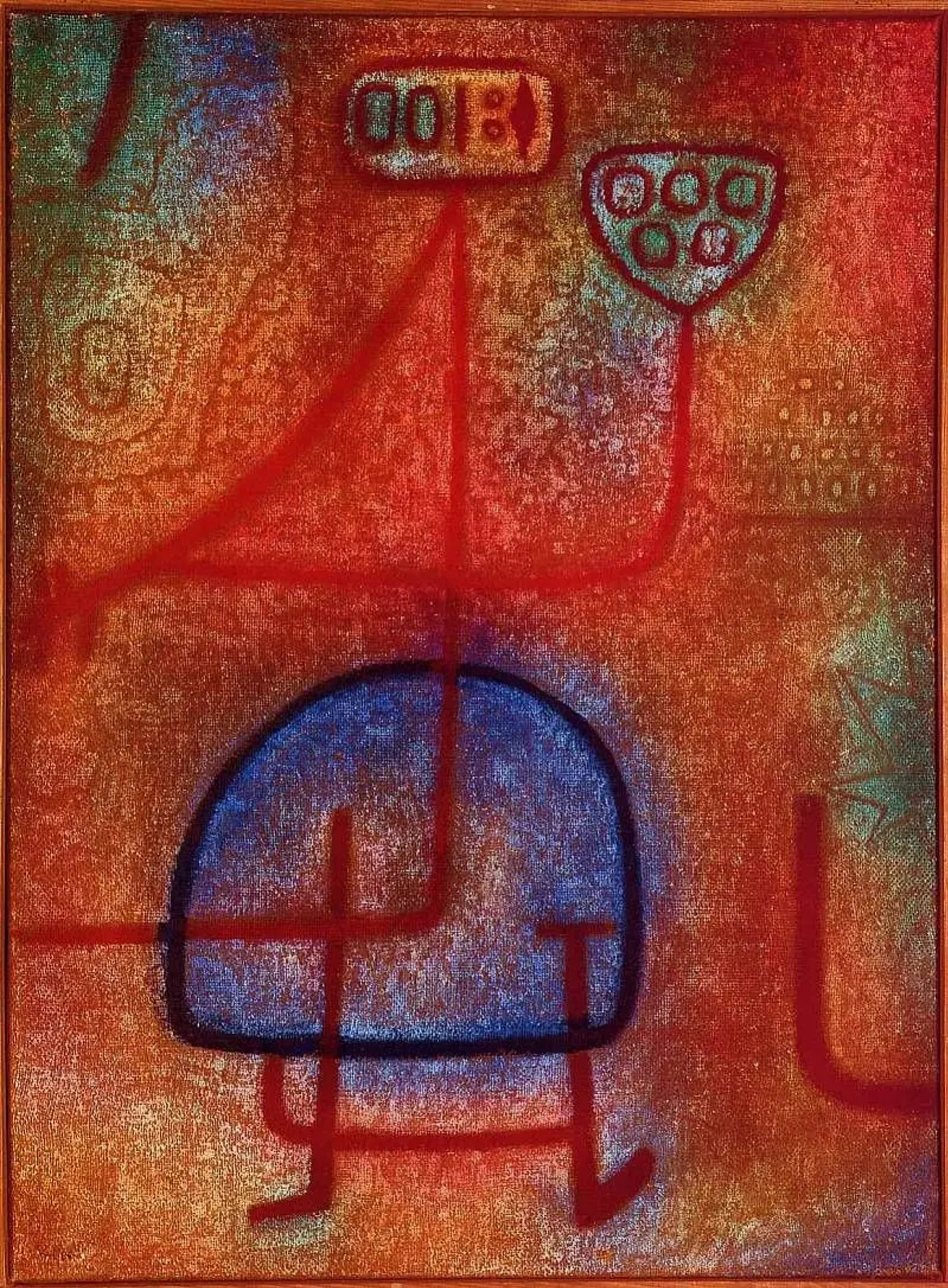
A bela jardineira, 1939.

Klee é considerado um dos principais e um dos mais vigorosos artistas do Modernismo e de todo o século XX, com uma produção que incorporou diversos estilos ao longo do tempo, mantendo uma postura experimentalista. Foi influenciado pelas vanguardas artísticas de seu tempo, pelas tradições indígenas, pelo primitivismo, pela arte infantil, pela ciência, política, filosofia, tecnologia, misticismo, música e poesia, reunindo essas influências numa obra original e altamente pessoal que tem desafiado classificações. Para Nancy Spector, "as contínuas mudanças de estilo, técnica e assunto de Paul Klee indicam um desejo deliberado e altamente lúdico de evadir-se da categorização estética. No entanto, é virtualmente impossível confundir uma obra de Klee com a de qualquer outro artista, embora muitos tenham imitado sua arte idiossincrática e enigmática".
Deixou um conjunto de escritos sobre teoria e prática da arte que são uma das mais relevantes reflexões do século XX de um artista sobre seu campo de atividade e sobre o processo criativo. Segundo Aranha & Oliveira, "Klee formulou uma sofisticada teoria da forma destinada ao aperfeiçoamento da metodologia da criação nas artes visuais, enfatizando a representação do movimento e da profundidade. Sua publicação Teoria da Forma hoje fundamenta a metodologia visual, muitas vezes utilizada para a formação de designers e comunicadores visuais". Também foi um dos pioneiros na teorização sobre o abstracionismo, um dos principais teóricos do construtivismo, e deu significativa contribuição para a teoria e prática da arte adotadas na Bauhaus.
Procurava expor os fundamentos da criação sob uma perspectiva racional, mostrando a criatividade não apenas como imaginação mas também como um processo de escolhas conscientes, mas nunca rompeu sua conexão com a fantasia, as emoções e o transcendente. Em seus escritos são frequentes os paralelos estabelecidos entre as artes visuais e outras expressões artísticas, como a música e a poesia. Para Rosana Castro, "nunca houve, em nenhum tempo, um artista - pintor e músico - que tenha realizado um trabalho tão aprofundado, teórico e pictórico, procurando demonstrar os paralelismos entre as linguagens das artes". Para Kathryn Aichele, sua contribuição para a criação da estética moderna se deve em grande parte ao seu continuado interesse pela poesia e sua capacidade de traduzir estados poéticos visualmente. Via a si mesmo como um artista universal, na mesma linha do universalismo dos artistas do Renascimento, que procuravam dominar um vasto campo de ideias e saberes que ia muito além da arte, e que aspiravam desvendar os mistérios do divino.
Uma das pinturas de Klee, Angelus Novus, foi alvo de interpretação pelo filósofo alemão e crítico literário Walter Benjamin, quem comprou a pintura em 1921. Em sua Tese Sobre A Filosofia Da História, Benjamin sugere que o anjo ilustrado na pintura possa ser visto como algo representando o progresso na história. Otto Werkmeister observou que a interpretação de Benjamin sobre o anjo de Klee fez com que a imagem se tornasse "um ícone da esquerda".
Em 1938, a Steinway fabricou uma série de pianos em homenagem a Paul Klee, e comemorando a forma com a qual Klee havia unido as formas de arte musical e visual. Apenas 500 pianos foram produzidos nesta série, sendo que Vladimir Horowitz foi um dos que adquiriram o piano.

## Galeria

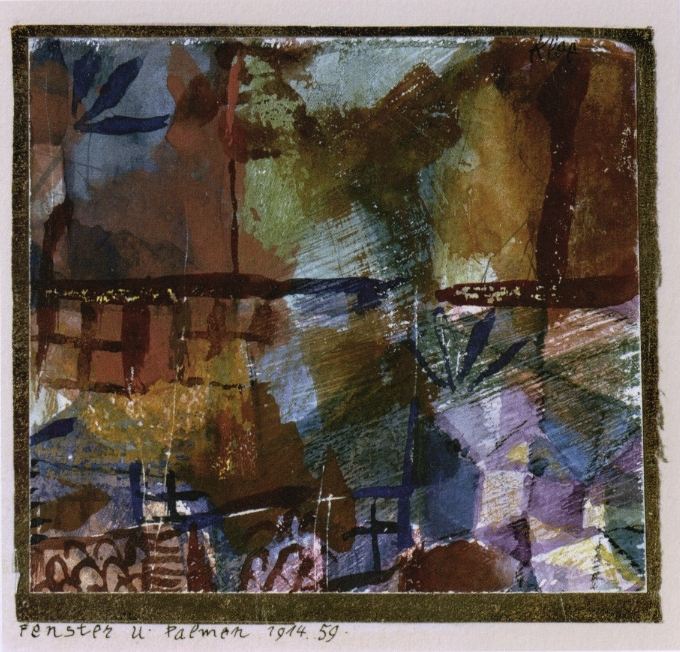
Janelas e palmeiras, 1914
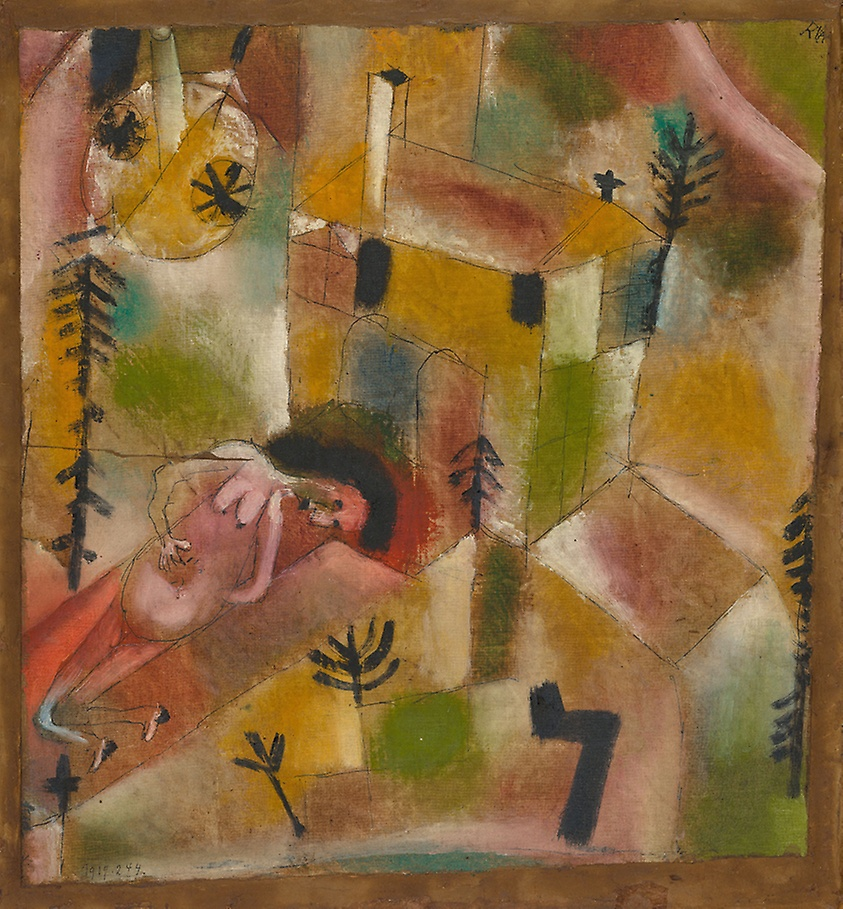
Morte no jardim, 1919
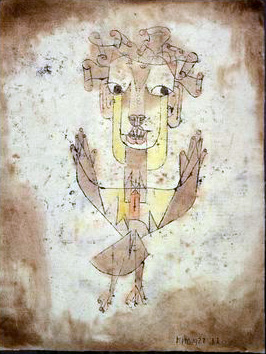
Angelus novus, 1920
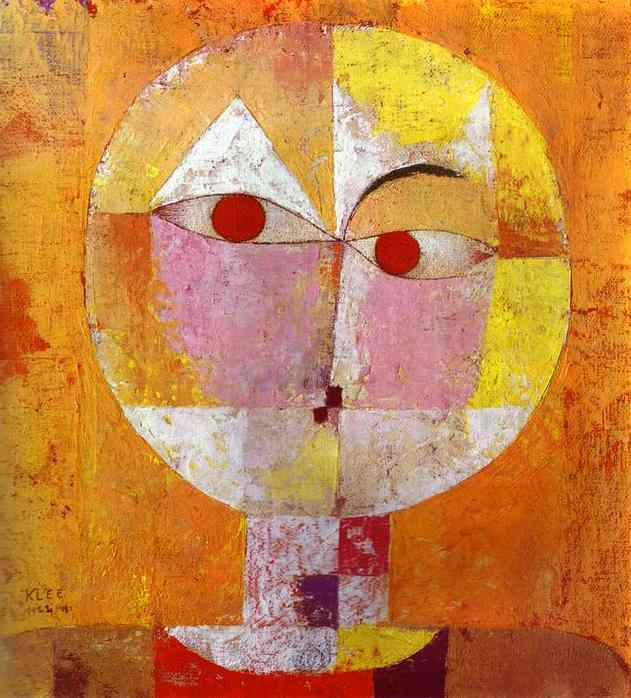
Senecio, 1922
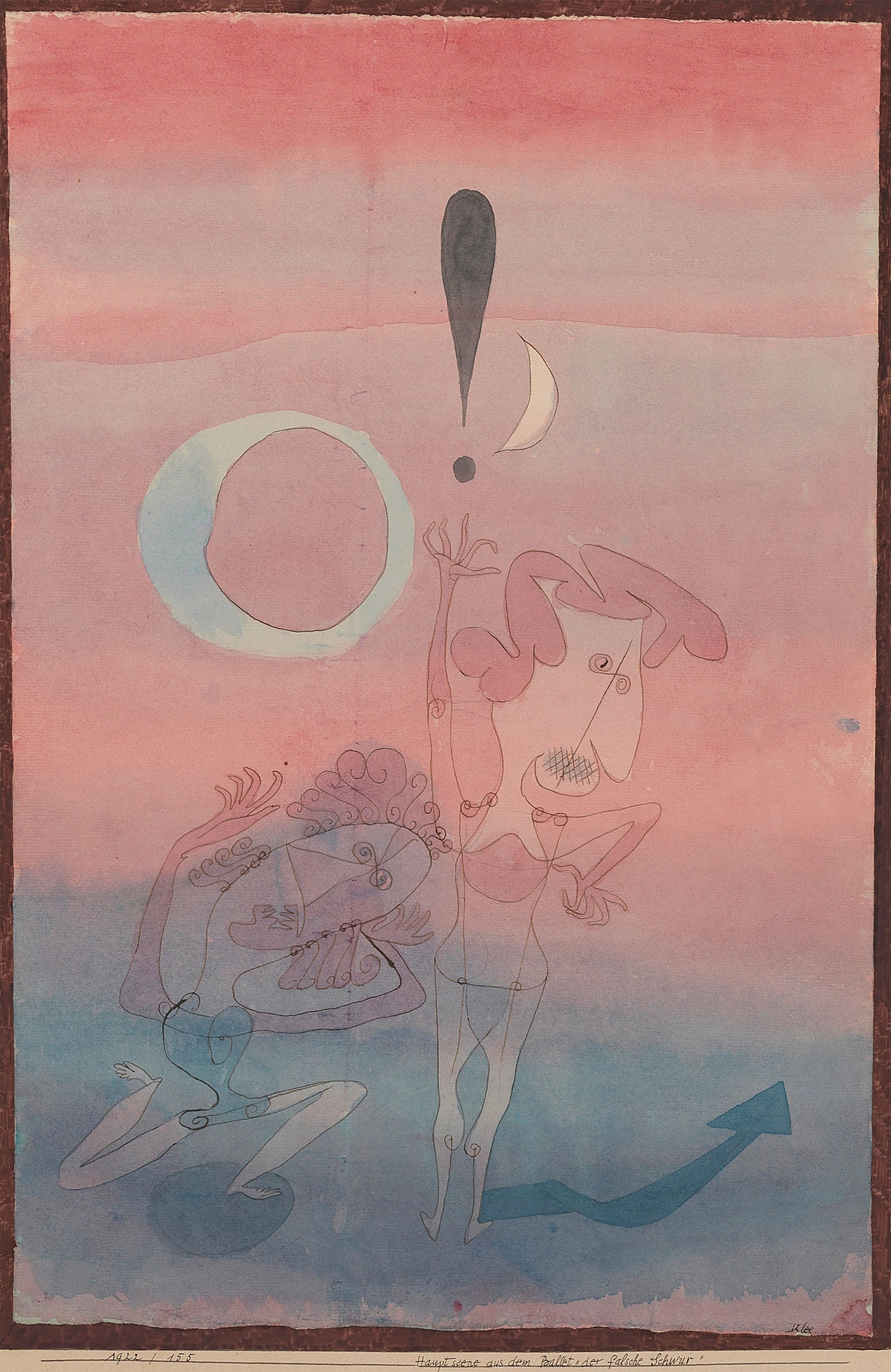
Cena principal do bailado O Juramento Falso, 1922
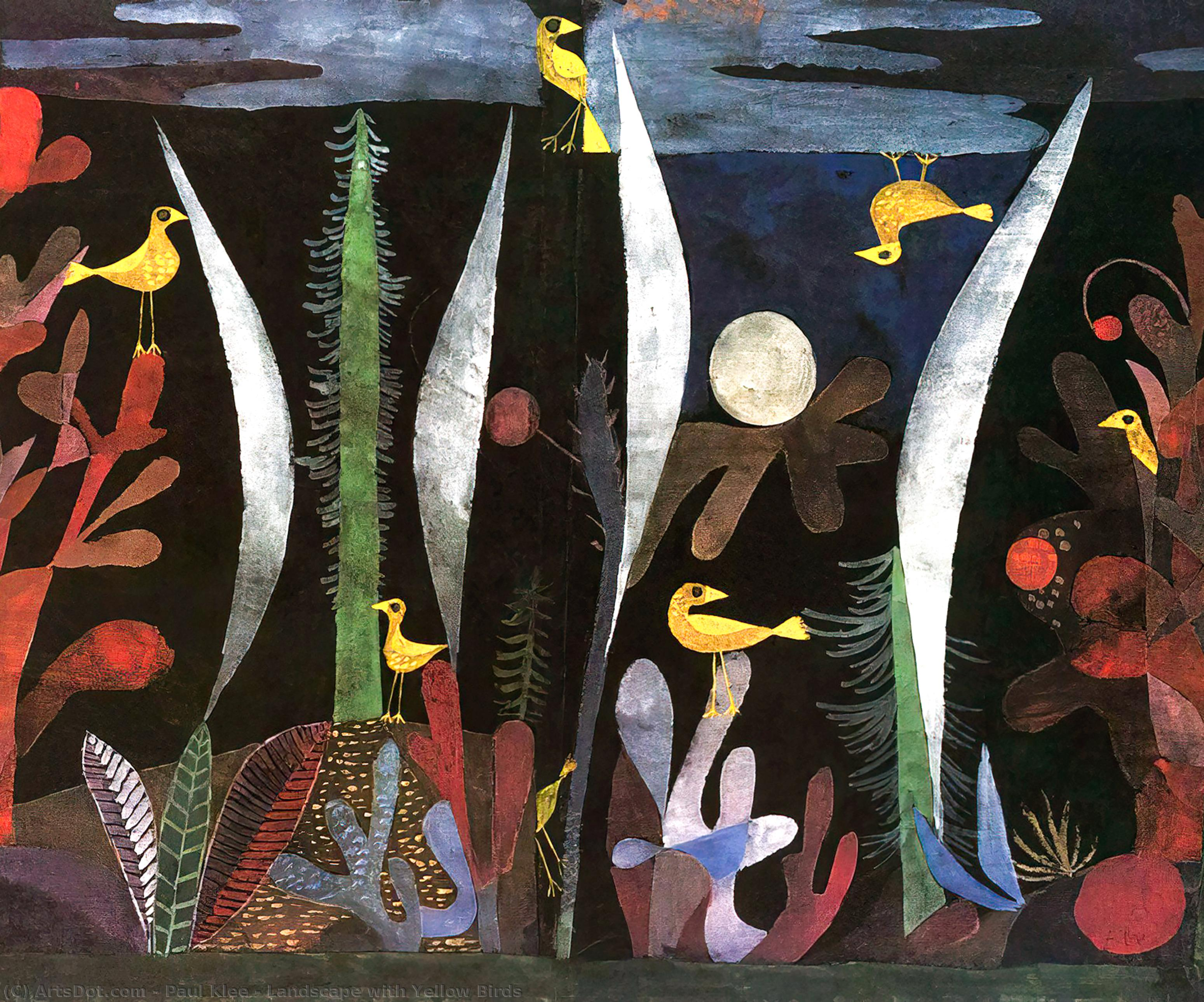
Paisagem com aves amarelas, 1923
Mágica dos peixes, 1925
Horizonte, zênite e atmosfera, 1925
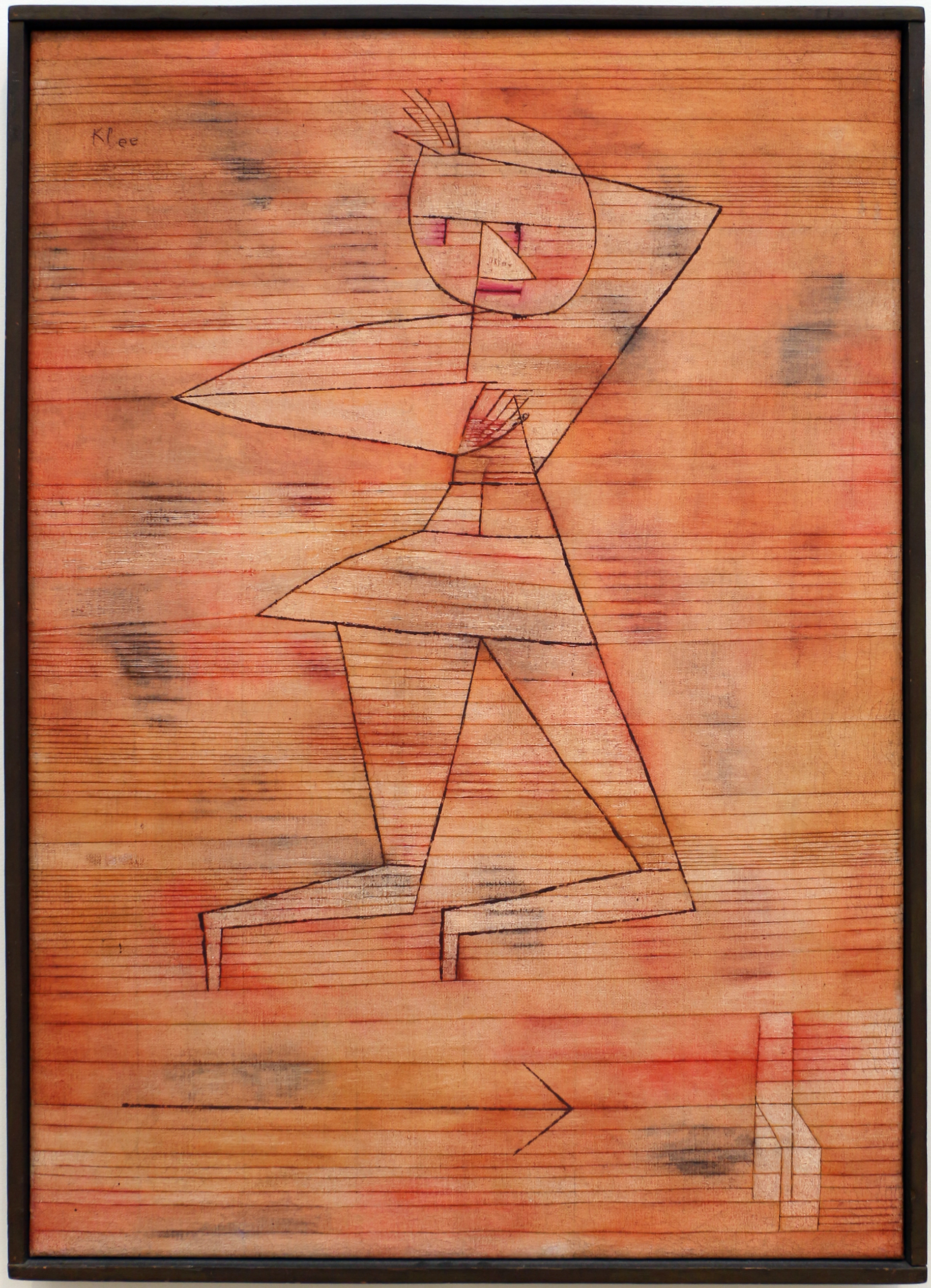
Fantasma em fuga, 1929
Flutuando, 1930
Estrela em ascensão, 1931
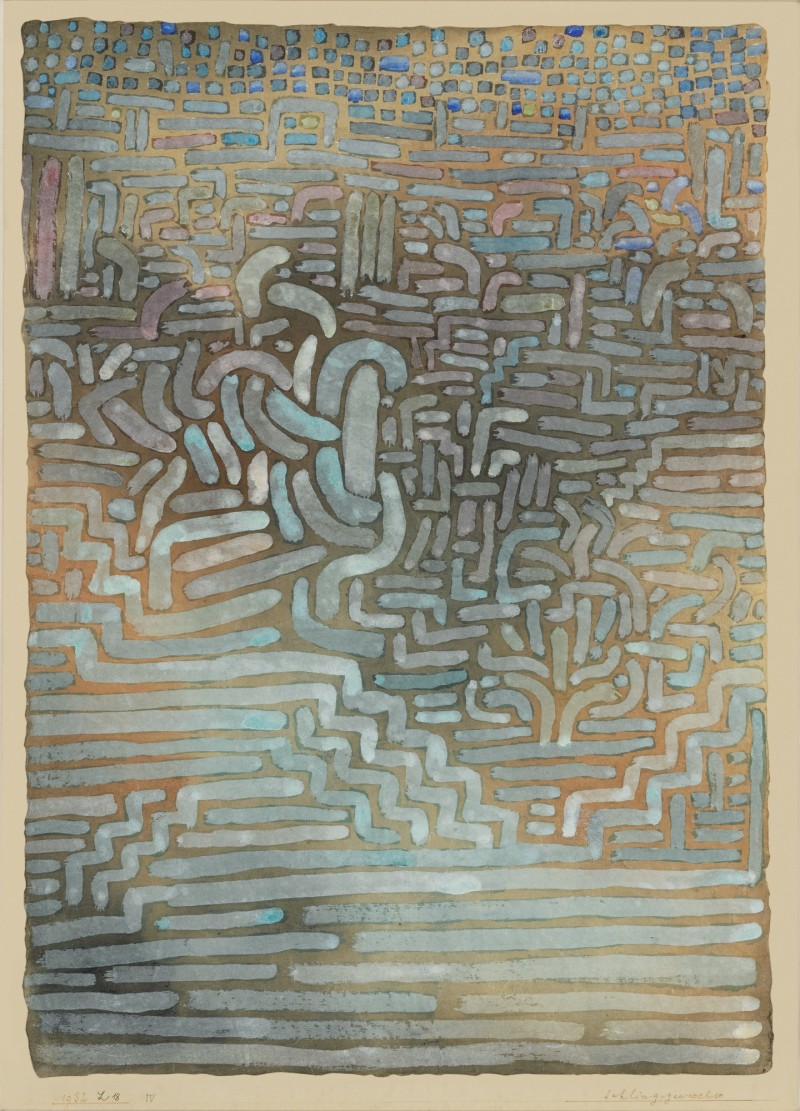
Plantas trepadeiras, 1932
Polifonia, 1932
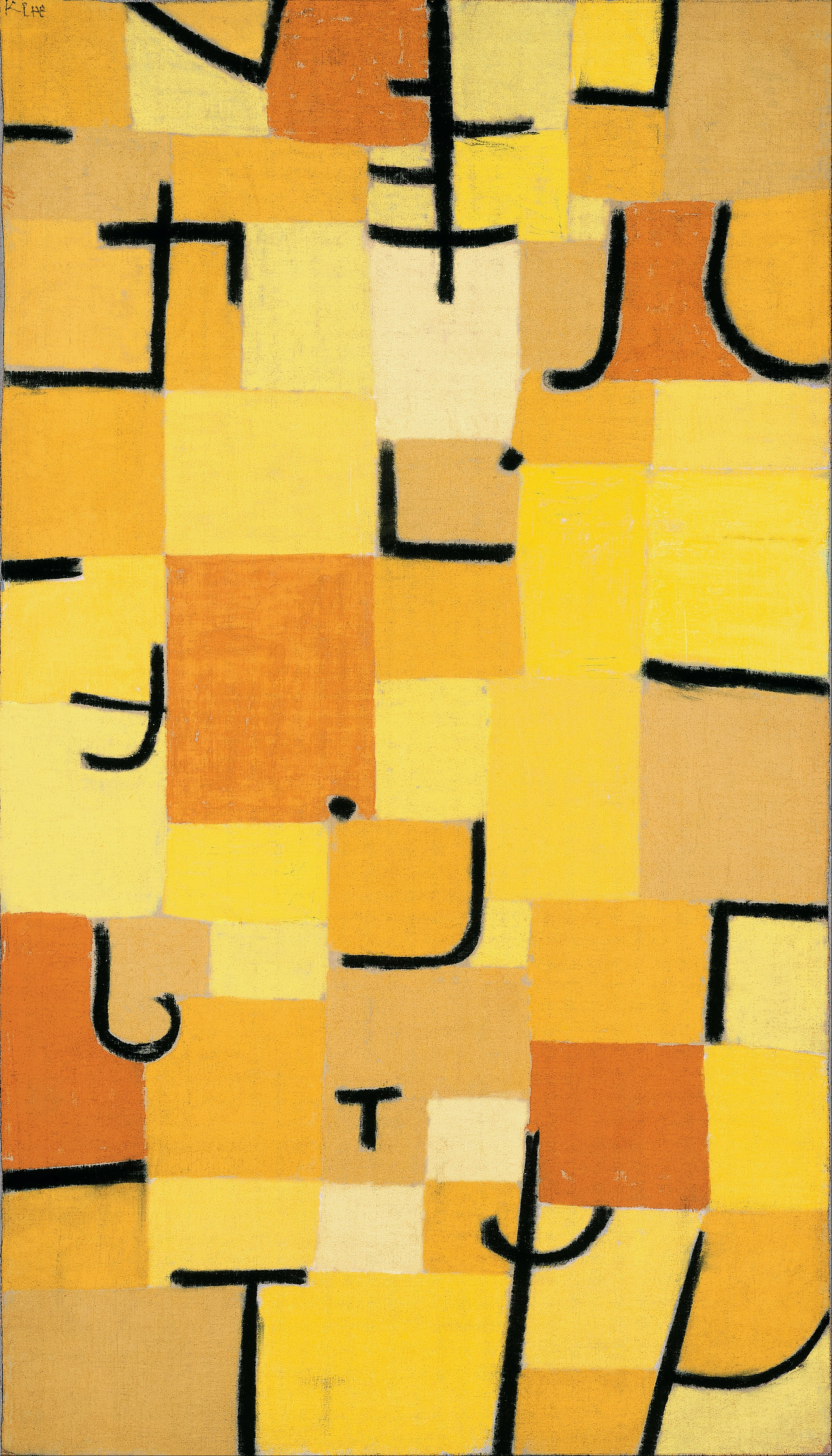
Sinais em amarelo, 1937
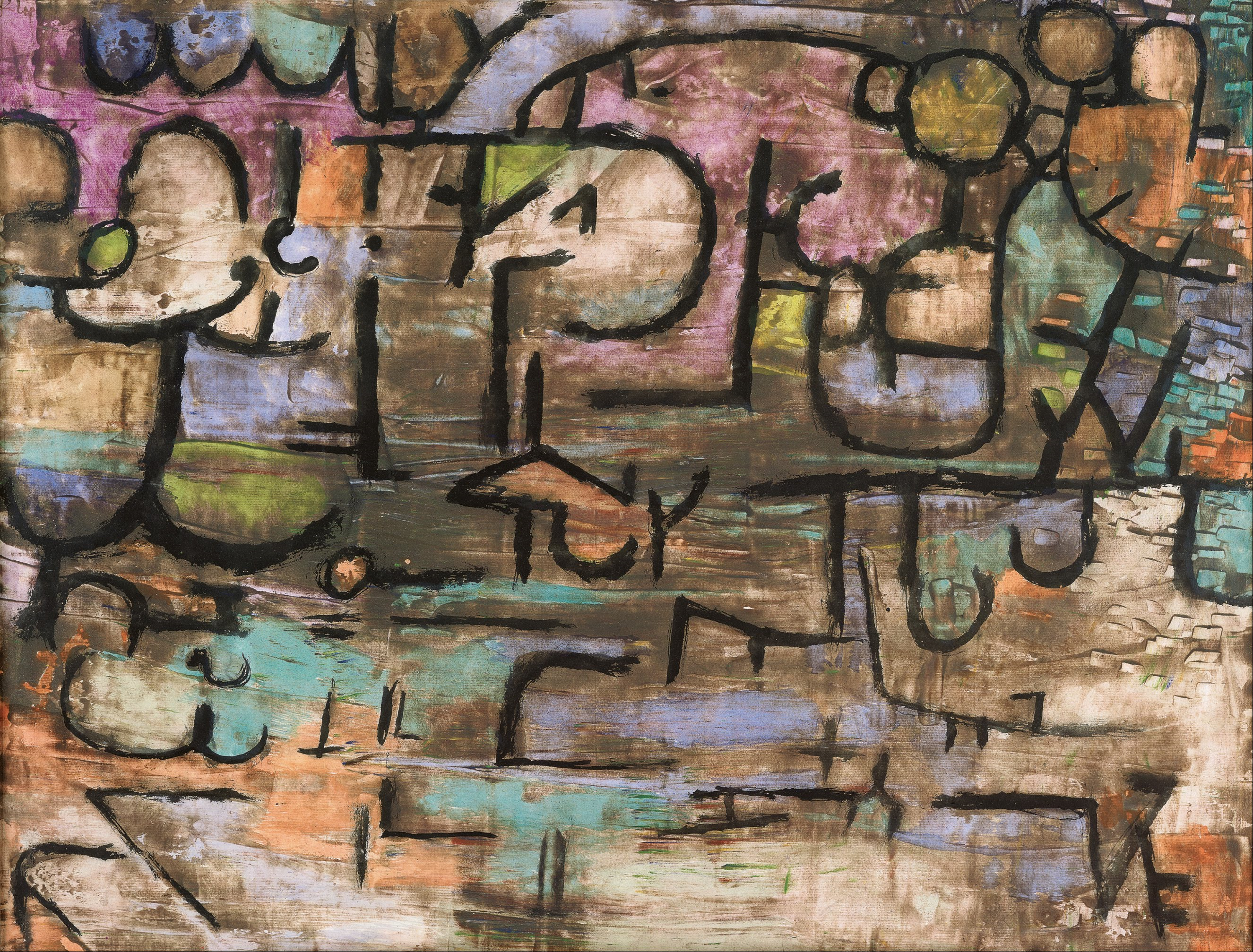
Na enchente, 1936
Revolução dos viadutos, 1937
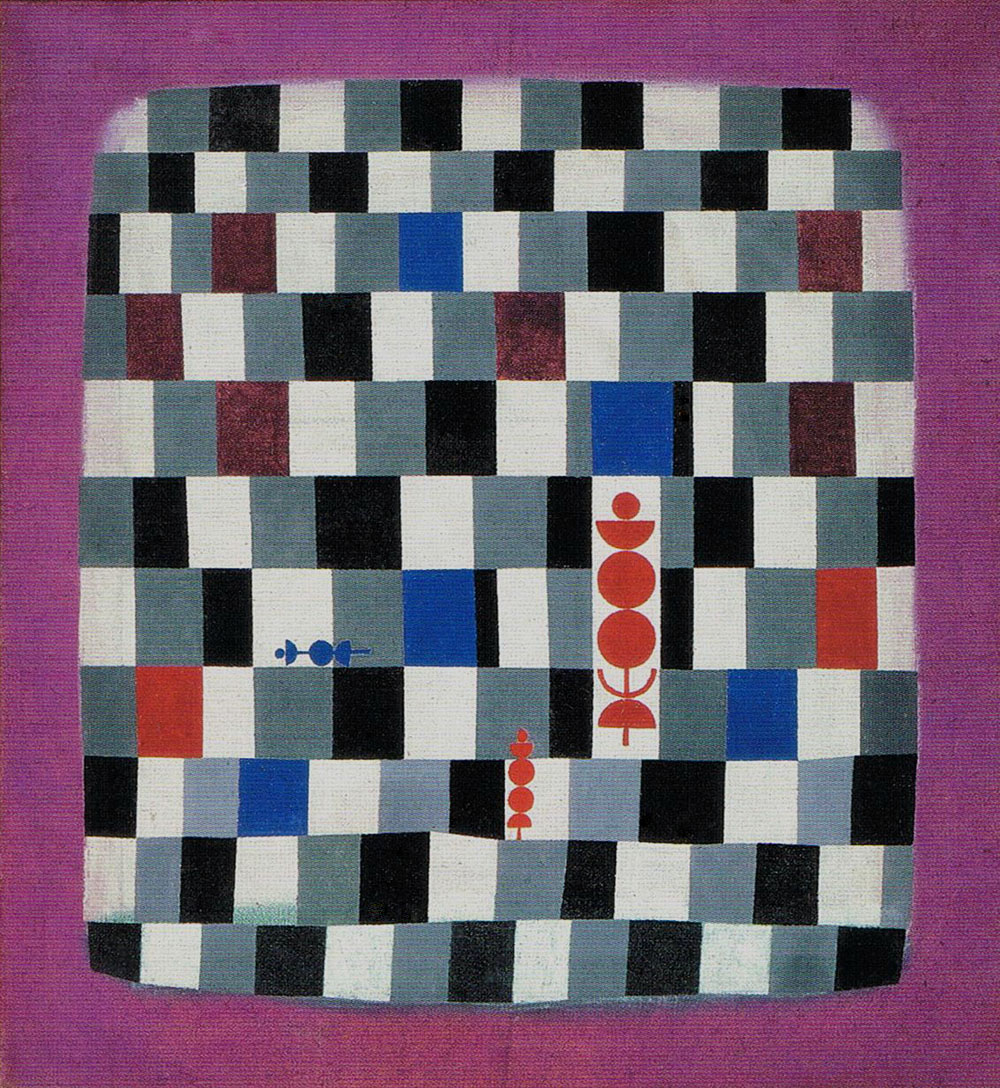
Super xadrez, 1937
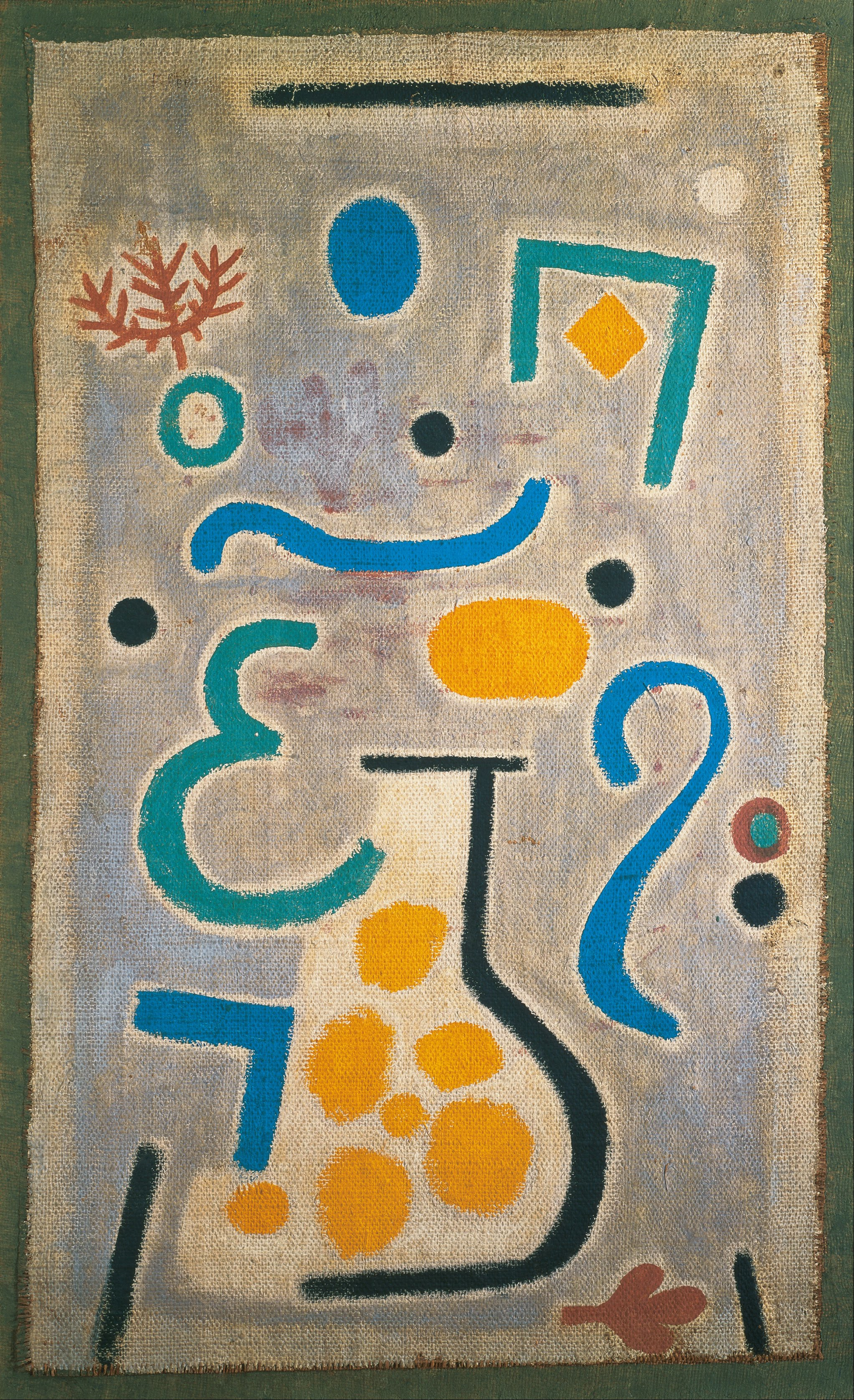
O vaso, 1938
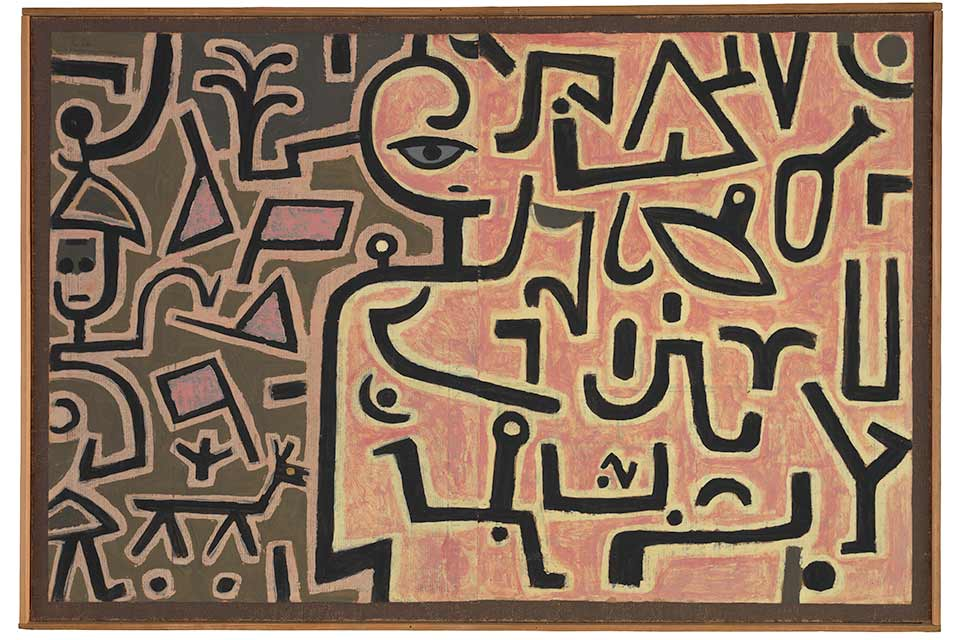
Intenção, 1938
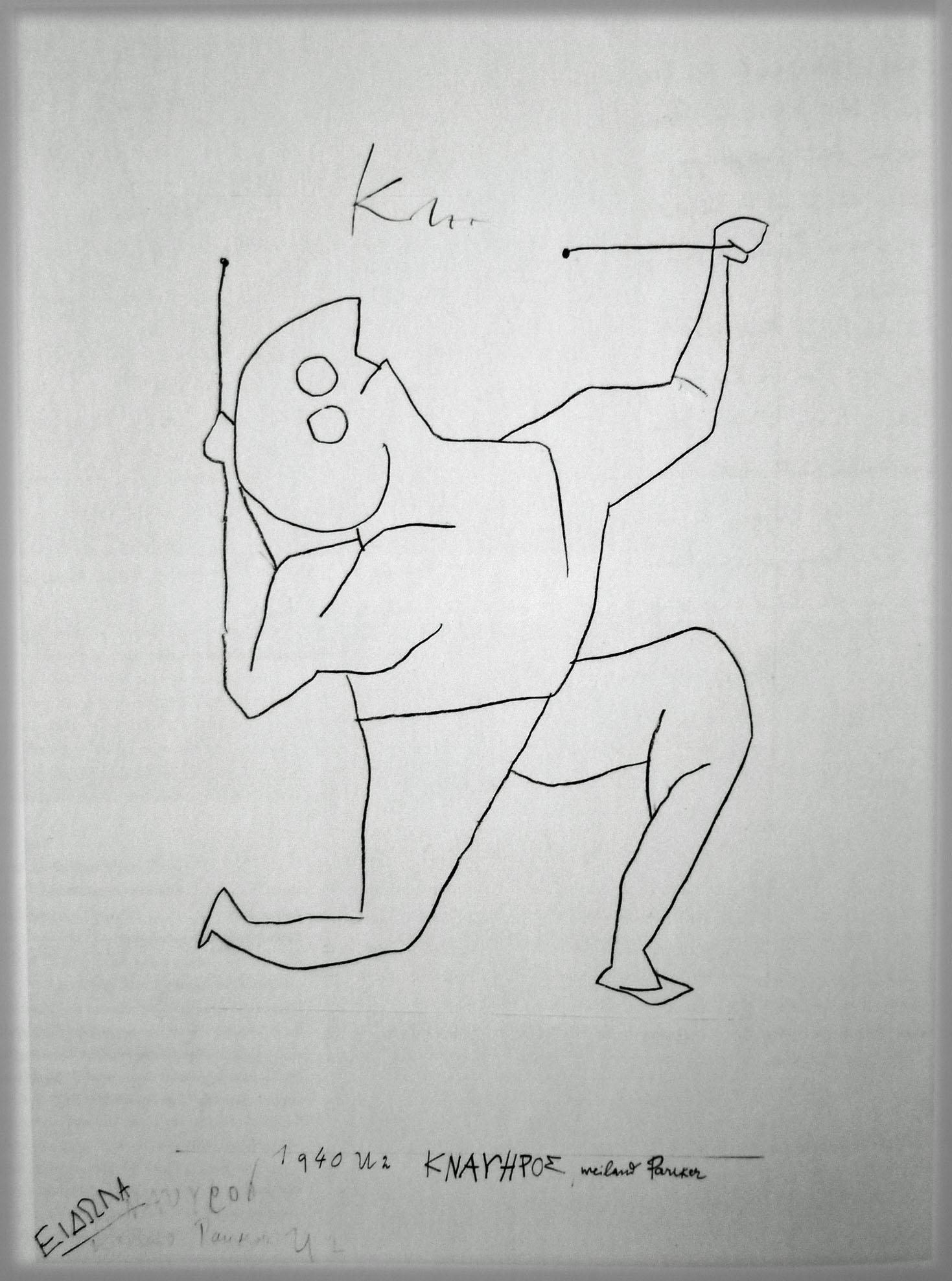
Percussionista, 1940, desenho.